# Gerhard Lemmel
Gerhard Lemmel (* 23. Januar 1902 in Posen, Provinz Posen; † 23. Juli 1987 in Baden-Baden) war ein deutscher Internist und Hochschullehrer.

## Leben

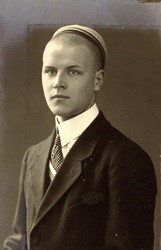
Gerhard Lemmel als Marburger Teutone

Lemmels Eltern waren Lotte geb. Peter und der Posener Stadtrat Ernst Lemmel. Nach Privatunterricht in Posen besuchte Gerhard Lemmel das Auguste-Viktoria-Gymnasium (Posen). Als die Stadt nach dem sog. Friedensvertrag von Versailles an die Zweite Polnische Republik gefallen war, musste die Familie im Januar 1919 die Stadt verlassen und nach Königsberg übersiedeln. Am Löbenichtschen Realgymnasium bestand Gerhard Lemmel im Frühjahr 1920 die Abiturprüfung. An der Philipps-Universität Marburg studierte er ab dem Sommersemester 1920 Medizin. Mit dem Kommilitonen Heinz Bromeis (1902–1986) wurde er am 22. Januar 1921 im Corps Teutonia zu Marburg recipiert. Zum Wintersemester 1921/22 wechselte er für drei Semester an die Albertus-Universität Königsberg. Er verbrachte das Sommersemester 1923 an der Albert-Ludwigs-Universität Freiburg, das WS 1923/24 in Königsberg und das SS 1924 an der Ludwig-Maximilians-Universität München. Seit dem WS 1924/25 wieder in Königsberg, bestand er dort im Juni 1925 das Staatsexamen. Das eine Jahr als Medizinalpraktikant (1925/26) verbrachte er zunächst am Hygienischen Institut. Mit seiner bei Hugo Selter geschriebenen Doktorarbeit über die Chlorierung des Schwimmbads in der Palaestra Albertina wurde er 1926 zum Dr. med. promoviert. Den Rest des Jahres verbrachte er an der Medizinischen und der Chirurgischen Klinik in Königsberg sowie an der Medizinischen Klinik in Leipzig.

### Ausbildung
Am 1. Juli 1926 als Arzt approbiert, war er bis zum 15. Januar 1928 bei Max Askanazy Assistent am Pathologischen Institut der Universität Genf. Mit einem Stipendium der Gesellschaft Deutscher Naturforscher und Ärzte war er von März bis Oktober 1928 Volontärassistent bei Joseph Barcroft am Physiologischen Institut der University of Cambridge. Anschließend war er fünf Monate Assistent bei Paul Morawitz an der Medizinischen Klinik in Leipzig. 1933/34 war er genau ein Jahr Oberarzt an der Medizinischen Klinik des Städtischen Krankenhauses in Magdeburg-Sudenburg. Vom 1. April bis zum 31. Oktober 1934 war er bei Kurt Gutzeit Oberarzt an der I. Inneren Abteilung des Rudolf-Virchow-Krankenhauses in Berlin. 1934 beschrieb er erstmals ein Krankheitsbild der Duodenaldivertikel, das seit etwa 1995 in der medizinischen Literatur als „Lemmel-Syndrom“ bezeichnet wird.

### Königsberg und Thorn
Vom 1. November 1934 bis zum 31. März 1936 war er bei Oskar Bruns an der Medizinischen Universitätsklinik in Königsberg/Pr. wissenschaftlicher Assistent. Dort habilitierte er sich am 5. August 1936. Bei Bruns war er ab 1. November 1936 Oberassistent an der Medizinischen Universitäts-Poliklinik. Zum 1. Mai 1937 trat er der NSDAP bei (Mitgliedsnummer 4.923.846). Am 28. April 1938 erhielt er eine Dozentur für Innere Medizin. Vom 25. August 1939 bis zum 30. September 1940 (Überfall auf Polen, Westfeldzug) diente er im Heer. Vom 5. September 1940 bis zum 22. Januar 1945 leitete er die Innere Abteilung des Städtischen Krankenhauses in Thorn. Ab 1. April 1943 war er Ärztlicher Direktor. Er war Mitglied der Schutzstaffel (SS-Nummer 186.898). Daneben blieb er Dozent an der Universität Königsberg.
Vorlesungsthemen
Moderne Ernährungsfragen
Grundlagen der Röntgendiagnostik und Röntgentherapie innerer Krankheiten
Differentialdiagnose der Symptome innerer Krankheiten.

### Flucht und Neubeginn in Bremervörde
Als die Ostpreußische Operation (1945) begann, floh seine Frau mit den vier Söhnen am 17. Januar über Bromberg, Preußisch Stargard, Bütow, Schlawe, Stettin und Eberswalde nach Isenhagen. Über die abenteuerliche Flucht hat der Sohn Hans-Dietrich Lemmel (Wien) 1995 berichtet. Mit einem Sondereinsatzbefehl musste Gerhard Lemmel bis zum 22. Januar 1945 in seinem Thorner Krankenhaus bleiben. Als der Räumungsbefehl für Thorn gegeben worden war, floh er nach Danzig, wo er noch auf ein Schiff kam. In Schwerin betrieb er bis zum 30. Juni 1945 eine internistische Arztpraxis. Am nächsten Tag sollte die Rote Armee die Besatzungsmacht von den Briten und Amerikanern übernehmen. Lemmel floh deshalb weiter nach Westen, nach Isenhagen bei Celle. In Glüsingen (Wittingen) war er gut drei Wochen Lagerarzt im Flüchtlingslager. Wegen seiner Mitgliedschaft in der SS war er vom 6. November 1945 bis zum 23. Dezember 1947 interniert, erst in Munsterlager, dann im Lager Sandbostel bei Bremervörde. Dort war er seit März 1946 Lagerarzt. Aufgrund von Zeugnissen seiner polnischen Assistenzärzte in Thorn wurde er in der Entnazifizierung freigesprochen.
Das Kreiskrankenhaus Bremervörde bestellte ihn zum 1. Januar 1948 als Leitenden Arzt der Inneren Abteilung, die bis 1954 im Heinschenwalder Waldkrankenhaus untergebracht war. Bei ihm starb seine Mutter im Bremervörder Krankenhaus. Nach 19 Jahren mit Erreichen der Altersgrenze pensioniert, eröffnete er im März 1967 eine eigene Praxis in Bremervörde. Er starb mit 85 Jahren in der Klinik seines ältesten Sohnes. Seine Urne kam in das Familiengrab in Isenhagen bei Celle.

### Familie
Verheiratet war Gerhard Lemmel seit 1932 mit Vera geb. Sembritzki. Aus der Ehe gingen vier Söhne hervor. Der erste Ernst-Martin Lemmel (* 1935) war Ärztlicher Direktor der Staatlichen Rheuma-Krankenhäuser in Wildbad und Baden-Baden und ab 1998 der Max Grundig-Klinik in Baden-Baden. Der zweite Sohn Hans-Dietrich Lemmel (* 1936) ist Physiker und Genealoge in Wien. Der dritte ist Arnold Lemmel (* 1942), HNO-Arzt in Bremervörde. Der vierte ist Andreas Lemmel, der im Dezember 1944, vier Wochen vor der Flucht aus Ostpreußen, zur Welt kam. Die zweite Ehe schloss Gerhard Lemmel 1954 mit Margarete geb. Liman. Sein jüngerer Bruder Heinz Lemmel (1903–1987), Landesmedizinaldirektor der LVA Hannover und Corpsschleifenträger von Teutonia Marburg, starb im selben Jahr wie Gerhard Lemmel.

## Veröffentlichungen
- Über echte Diphtherie der Speiseröhre. Arch. f. Verdauungskrankheiten 42 (1928), S. 646–652.
- Beitrag zur röntgenologischen Diagnostik der chronischen Dünndarmstenosen. Röntgenpraxis 22 (1932), S. 1034–1042.
- mit Wilhelm Büttner: Über die Entstehungsbedingungen der Mikrolithen in der Galle. Deutsches Arch. f. klin. Med. 174 (1932), S. 206–219.
- mit Wilhelm Büttner: Über das Verhalten von Leber und Gallenblase beim Vorkommen von Mikrolithen in der Galle. Virchows Archiv 288 (1933), S. 682–702.
- mit Wilhelm Büttner: Über die genetischen Beziehungen zwischen Mikrolithen und Gallensteinen, insbesondere Pigmentkalksteinen. Deutsches Arch. f. klin. Med. 174 (1932), S. 641–648.
- mit Rudolf Schoen: Klinische Erfahrungen mit dem neuen Analeptikum Icoral. Klinische Wochenschrift 12 (1933), S. 816–818.
- Die klinische Bedeutung der Duodenaldivertikel. Arch. f. Verdauungskrankheiten 56 (1934), S. 59–70.
- Über Gallensteinbildung vor dem dreißigsten Lebensjahr. Deutsches Archiv für klinische Medizin 177 (1935), S. 262–267.
- Der Einfluß der Herstellungsart des Roggenbrotes auf seinen Anschlagswert bei Fütterung wachsender junger Ratten. Arch. f. Verdauungskrankheiten 62 (1937), S. 268–273.
- Gütebestimmungen verschiedener Roggenbrote aus 0–70-prozentigem Mehl. Z. für das gesamte Getreidewesen 24 (1937), S. 81–89.
- Die speichel- und magensaftlockende Kraft verschiedener Roggenbrote als Maßstab ihres Gütegrades und ihrer Bekömmlichkeit. Z. f. klin. Med. 132 (1937), S. 367–374.
- Unterschiede in der Resorption guter und mangelhaft hergestellter Roggenbrote. Z. f. klin. Med.  132 (1937), S. 375–378.[A 3]
- Untersuchungen über die Bekömmlichkeit von Roggenbroten. Münch. Med. Wschr. 17 (1938), S. 617–620.
- Röntgenologische Untersuchungen über die Verträglichkeit verschieden gebackener Roggenbrote. Archiv für Verdauungskrankheiten 62 (1938), S. 168–175.
- Der Einfluß der Herstellungsart des Roggenbrotes auf seinen Anschlagswert bei Fütterung wachsender junger Ratten. Archiv für Verdauungskrankheiten 62 (1938), S. 268–273.
- Sättigungsbild und Sättigungsintensität bei Vitamin C-reicher Ernährung. Deutsches Arch. f. klin. Med. 183 (1938), S. 277–288.
- Richtlinien zur Ernährungsführung unserer chronisch Magenkranken und der Kranken mit „empfindlichem Magen“. Münch. Med. Wschr. 9 (1939), S. 335–340.
- mit Jürgen Hartwig: Untersuchungen über die Wirkung von Pervitin und Benzedrin auf psychischem Gebiet. Deutsches Archiv für klinische Medizin 185 (1940), S. 626–639.
- Über die Bedeutung von Kalk- und Vitamin C-Zulagen zur Ernährung. Nach Untersuchungen an den Kindern eines Königsberger Internates. Z. f. klin. Med. 136 (1939), S. 715–726.
- mit Karl Bromm: Kalkmangel in der täglichen Ernährung. Untersuchungen über die Wirkung von Calcipot C-Ernährungszulagen an Internatskindern. Deutsches Arch. f. klin. Med. 186 (1940), S. 524–533.
- Blei-Vergiftung durch Einatmung von Bleirauch. Archives of Toxicology 11 (1940), S. A227–A230.